# Stroud (Gloucestershire)
Stroud è una città di mercato del Regno Unito nella contea inglese del Gloucestershire.

## Amministrazione

### Gemellaggi
- Saint-Ismier
- Stroud
- Duderstadt
- Stroud